# Phocascaris
Phocascaris är ett släkte av rundmaskar som beskrevs av Höst 1932. Phocascaris ingår i familjen Anisakidae.